# Saison 2009-2010 du FC Nantes
Maillots
Chronologie
Saison précédente Saison suivante
La saison 2009-2010 du FC Nantes voit le club évoluer en Ligue 2, seulement une saison après être remonté dans l'élite.

## Résumé de la saison
Gernot Rohr remplace Élie Baup sur le banc, avec pour objectif la remontée immédiate en Ligue 1. Le 3 décembre 2009, à la suite de mauvais résultats Gernot Rohr démissionne il est remplacé par Jean-Marc Furlan.
Après deux mois et demi à la tête du FC Nantes Jean-Marc Furlan, est remplacé par Baptiste Gentili.

## Dates importantes de la saison
- 17 mai 2009 : Le club est relégué en Ligue 2
- 1er juin 2009 : Élie Baup quitte ses fonctions d'entraîneur du FC Nantes.
- 6 juin 2009 : Daniel Sanchez décline l'offre du FC Nantes.
- 9 juin 2009 : Gernot Rohr est officiellement nommé entraîneur du FC Nantes.
- 13 juin 2009 : Jacky Bonnevay est le nouveau directeur du centre de formation du FC Nantes.
- 30 juin 2009 : Reprise de l'entraînement
- 9 août 2009 : Début du championnat de Ligue 2
- 23 août 2009 : Laurent Guyot annonce officiellement qu'il quitte ses fonctions de directeur du centre de formation du FC Nantes.
- 2 décembre 2009 : Gernot Rohr est démis de ses fonctions d'entraîneur du FC Nantes.
- 3 décembre 2009 : Jean-Marc Furlan devient le nouvel entraîneur du FC Nantes.
- 19 février 2010 : Jean-Marc Furlan est démis de ses fonctions d'entraîneur du FC Nantes.
- 20 février 2010 : Baptiste Gentili devient le nouvel entraîneur du FC Nantes.
- 14 mai 2010 : Dernier match du championnat, le FC Nantes finit 15e.

## Calendrier
- 3 juillet - 13 juillet 2008  : Stage à Annecy

## Effectif et encadrement

### Transferts
| Nom                     | Nationalité | Poste     | Modalités                | Provenance/Destination | Division            | Référence |
| ----------------------- | ----------- | --------- | ------------------------ | ---------------------- | ------------------- | --------- |
| Arrivées                |             |           |                          |                        |                     |           |
| Ľuboš Kamenár           | Slovaquie   | Gardien   | Transfert                | FC Artmedia Petržalka  | Corgoň Liga (D1)    |           |
| Ernest Akouassaga       | Gabon       | Défenseur | Transfert                | FC Olimpi Rustavi      | Umaglesi Liga (D1)  |           |
| Kévin Barré             | France      | Défenseur |                          | FC Nantes rés.         | CFA 2 - H (D5)      |           |
| Karim El Mourabet       | Maroc       | Défenseur |                          | FC Nantes rés.         | CFA 2 - H (D5)      |           |
| Michael Gravgaard       | Danemark    | Défenseur | Retour de prêt           | Hambourg SV            | 1. Bundesliga (D1)  |           |
| Florian Jarjat          | France      | Défenseur | Fin de contrat           | Dijon FCO              | Ligue 2 (D2)        |           |
| Loïc Nego               | France      | Défenseur |                          | FC Nantes rés.         | CFA 2 - H (D5)      |           |
| Massamba Sambou         | Sénégal     | Défenseur | Prêt avec option d'achat | AS Monaco FC           | Ligue 1 (D1)        |           |
| Papa Malick Ba          | Sénégal     | Milieu    | Transfert                | FC Dinamo Bucarest     | Liga I (D1)         |           |
| Olivier Bonnes          | Niger       | Milieu    |                          | FC Nantes rés.         | CFA 2 - H (D5)      |           |
| Sofiane Choubani        | France      | Milieu    |                          | FC Nantes rés.         | CFA 2 - H (D5)      |           |
| Stéphane Darbion        | France      | Milieu    | Fin de contrat           | AC Ajaccio             | Ligue 2 (D2)        |           |
| Khassimirou Diop        | Sénégal     | Milieu    | Retour de prêt           | Aviron bayonnais FC    | National (D3)       |           |
| Sofiane Hanni           | France      | Milieu    |                          | FC Nantes rés.         | CFA 2 - H (D5)      |           |
| Ismaël Keita            | Mali        | Milieu    |                          | FC Nantes rés.         | CFA 2 - H (D5)      |           |
| Harlington Shereni      | Zimbabwe    | Milieu    | Retour de prêt           | RC Strasbourg          | Ligue 2 (D2)        |           |
| Faneva Andriatsima      | Madagascar  | Attaquant | Retour de prêt           | US Boulogne-sur-Mer CO | Ligue 2 (D2)        |           |
| Jean-Claude Darcheville | France      | Attaquant | Fin de contrat           | Valenciennes FC        | Ligue 1 (D1)        |           |
| Claudiu Keserü          | Roumanie    | Attaquant | Retour de prêt           | Tours FC               | Ligue 2 (D2)        |           |
| Tenema N'Diaye          | Mali        | Attaquant | Fin de contrat           | Tours FC               | Ligue 2 (D2)        |           |
| Moncef Zerka            | Maroc       | Attaquant | Fin de contrat           | AS Nancy-Lorraine      | Ligue 1 (D1)        |           |
| Départs                 |             |           |                          |                        |                     |           |
| Tony Heurtebis          | France      | Gardien   |                          | FC Nantes rés.         | CFA 2 - G (D5)      |           |
| Guy Roland Ndy Assembe  | Cameroun    | Gardien   | Prêt avec option d'achat | Valenciennes FC        | Ligue 1 (D1)        |           |
| Kévin Das Neves         | France      | Défenseur | Fin de contrat           | US Boulogne-sur-Mer CO | Ligue 1 (D1)        |           |
| Douglas Ferreira        | Brésil      | Défenseur | Transfert                | AO Kavala              | Alpha Ethniki (D1)  |           |
| Loic Guillon            | France      | Défenseur | Résiliation de contrat   | Vannes OC              | Ligue 2 (D2)        |           |
| Yoann Poulard           | France      | Défenseur | Fin de contrat           | AC Ajaccio             | Ligue 2 (D2)        |           |
| Stefan Babović          | Serbie      | Milieu    | Prêt avec option d'achat | Feyenoord Rotterdam    | Eredivisie (D1)     |           |
| Aurélien Capoue         | France      | Milieu    | Prêt avec option d'achat | AJ Auxerre             | Ligue 1 (D1)        |           |
| Frédéric Da Rocha       | France      | Milieu    | Fin de contrat           | US Boulogne-sur-Mer CO | Ligue 1 (D1)        |           |
| Khassimirou Diop        | Sénégal     | Milieu    | Prêt                     | USJA Carquefou         | CFA - D (D4)        |           |
| Ricardo Faty            | France      | Milieu    | Retour de prêt           | AS Rome                | Serie A (D1)        |           |
| Guirane N'Daw           | Sénégal     | Milieu    | Prêt avec option d'achat | AS Saint Etienne       | Ligue 1 (D1)        |           |
| Faneva Andriatsima      | Madagascar  | Attaquant | Résiliation de contrat   | Amiens SC              | National (D3)       |           |
| Mamadou Bagayoko        | Mali        | Attaquant | Transfert                | OGC Nice               | Ligue 1 (D1)        |           |
| Ivan Klasnić            | Croatie     | Attaquant | Prêt avec option d'achat | Bolton Wanderers FC    | Premier League (D1) |           |

| Nom                  | Nationalité | Poste     | Modalités                | Provenance/Destination | Division      | Référence |
| -------------------- | ----------- | --------- | ------------------------ | ---------------------- | ------------- | --------- |
| Arrivées             |             |           |                          |                        |               |           |
| Ibrahima Sory Camara | Guinée      | Défenseur | Prêt avec option d'achat | Le Mans UC 72          | Ligue 1 (D1)  |           |
| Papy Djilobodji      | Sénégal     | Défenseur | Transfert                | US Sénart-Moissy       | CFA - D (D4)  |           |
| Issam El Adoua       | Maroc       | Défenseur | Prêt sans option d'achat | RC Lens                | Ligue 1 (D1)  |           |
| Kevin Lejeune        | France      | Milieu    | Prêt                     | AJ Auxerre             | Ligue 1 (D1)  |           |
| Départs              |             |           |                          |                        |               |           |
| Claudiu Keserü       | Roumanie    | Attaquant | Prêt avec option d'achat | Angers SCO             | Ligue 2 (D2)  |           |
| Ronny Rodelin        | France      | Attaquant | Prêt sans option d'achat | ES Troyes AC           | National (D3) |           |

### Changements dans le staff
| Nom               | Nationalité | Poste                         | Club        | Situation       |
| ----------------- | ----------- | ----------------------------- | ----------- | --------------- |
| Élie Baup         | France      | Entraîneur                    | -           | Contrat résilié |
| Georges Gacon     | France      | Préparateur Physique          | -           | Contrat résilié |
| Laurent Guyot     | France      | Directeur du Centre Formation | US Boulogne | Fin de contrat  |
| Christian Larièpe | France      | Directeur sportif             | -           | Contrat résilié |
| Gernot Rohr       | France      | Entraîneur                    | -           | Contrat résilié |
| Jean-Marc Furlan  | France      | Entraîneur                    | -           | Contrat résilié |
| Claude Robin      | France      | Directeur général             | -           | Contrat résilié |
| Pascal Praud      | France      | Directeur général délégué     | -           | Contrat résilié |

| Nom              | Nationalité | Poste                         | Club             | Situation      |
| ---------------- | ----------- | ----------------------------- | ---------------- | -------------- |
| Gernot Rohr      | France      | Entraîneur                    | Étoile du Sahel  | Fin de contrat |
| Bernard Gines    | France      | Préparateur Physique          | AC Ajaccio       | Fin de contrat |
| Jacky Bonnevay   | France      | Directeur du Centre Formation | Chamois niortais | Fin de contrat |
| Jean-Marc Furlan | France      | Entraîneur                    | RC Strasbourg    | Fin de contrat |
| Baptiste Gentili | France      | Entraîneur                    | -                | Libre          |

### Dirigeants
| Président                        | : Waldemar Kita  |
| Directeur sportif                | : Gilles Favard  |
| Directeur général                | : Franck Kita    |
| Directeur du centre de formation | : Jacky Bonnevay |

## Matchs amicaux
| Date                      | Statut | TV | Adversaire               | Niveau              | Lieu   | Score | Buteurs du FCN                      | Affluence |
| ------------------------- | ------ | -- | ------------------------ | ------------------- | ------ | ----- | ----------------------------------- | --------- |
| Mercredi 8 juillet 2009   | Amical | ?  | FC Dinamo Bucarest       | (D1)                | Neutre | 0 - 2 | -                                   | 8.455     |
| Vendredi 10 juillet 2009  | Amical | ?  | SC Bastia                | L2 (D2)             | Neutre | 2 - 2 | Andriatsima 42e (pen.), Dossevi 59e | 1.700     |
| Mardi 14 juillet 2009     | Amical | ?  | Paris Saint-Germain FC   | L1 (D1)             | Dom.   | 0 - 2 | -                                   | 2.000     |
| Samedi 18 juillet 2009    | Amical | ?  | Vannes OC                | L2 (D2)             | Neutre | 1 - 1 | N'Diaye 10e                         | 1.250     |
| Mercredi 22 juillet 2009  | Amical | ?  | FC Lorient               | L1 (D1)             | Neutre | 1 - 1 | Dossevi 48e                         | 2.000     |
| Mercredi 29 juillet 2009  | Amical | ?  | Stade rennais FC         | L1 (D1)             | Ext.   | 0 - 0 | -                                   | 8.000     |
| Lundi 8 septembre 2009    | Amical | ?  | UNFP                     | -                   | Dom.   | 3 - 2 | Darcheville 56e 78e, Zerka 90e      | ?         |
| Vendredi 9 octobre 2009   | Amical | ?  | Corée du Nord            | Sélection nationale | Neutre | 0 - 0 | -                                   | ?         |
| Vendredi 13 novembre 2009 | Amical | ?  | FC Girondins de Bordeaux | L1 (D1)             | Ext.   | 0 - 5 | -                                   | ?         |

## Compétitions

### Ligue 2
| Date              | Journée | TV | Adversaire          | Lieu | Score | Buteurs du FCN                                   | Class. | Affluence |
| ----------------- | ------- | -- | ------------------- | ---- | ----- | ------------------------------------------------ | ------ | --------- |
| 10 août 2009      | J01     |    | SM Caen             | Ext. | 0 - 1 | -                                                | 18     | 15.862    |
| 14 août 2009      | J02     |    | Clermont Foot 63    | Dom. | 3 - 2 | Darbion 2e (pen.), Klasnić 53e, N'Diaye 64e      | 9      | 14.193    |
| 18 août 2009      | J03     |    | Vannes OC           | Ext. | 1 - 1 | Klasnić 3e                                       | 9      | 8.540     |
| 21 août 2009      | J04     |    | FC Istres OP        | Dom. | 5 - 0 | Klasnić 26e, Abdoun 51e, N'Diaye 57e 66e         | 5      | 13.420    |
| 31 août 2009      | J05     |    | Stade brestois 29   | Ext. | 2 - 1 | Klasnić 29e, N'Diaye 57e                         | 3      | 8.699     |
| 14 septembre 2009 | J06     |    | RC Strasbourg       | Dom. | 2 - 1 | Zerka 23e, Darbion 43e (pen.)                    | 2      | 17.504    |
| 18 septembre 2009 | J07     |    | SC Bastia           | Ext. | 1 - 1 | Zerka 7e                                         | 2      | 2.697     |
| 26 septembre 2009 | J08     |    | Nîmes Olympique     | Dom. | 2 - 1 | Maréval 1re, Darbion 17e                         | 2      | 22.327    |
| 5 octobre 2009    | J09     |    | Tours FC            | Ext. | 1 - 1 | N'Diaye 73e                                      | 2      | 11.496    |
| 19 octobre 2009   | J10     |    | FC Metz             | Dom. | 2 - 2 | Darcheville 24e, Sambou 62e                      | 2      | 17.899    |
| 23 octobre 2009   | J11     |    | Dijon FCO           | Ext. | 2 - 1 | Darbion 29e, Vainqueur 57e                       | 2      | 7.139     |
| 27 octobre 2009   | J12     |    | Stade lavallois MFC | Dom. | 0 - 0 | -                                                | 2      | 23.104    |
| 2 novembre 2009   | J13     |    | Le Havre AC         | Ext. | 0 - 4 | -                                                | 3      | 10.120    |
| 9 novembre 2009   | J14     |    | EA Guingamp         | Dom. | 0 - 2 | -                                                | 4      | 13.306    |
| 27 novembre 2009  | J15     |    | LB Châteauroux      | Dom. | 2 - 2 | Darcheville 51e 71e                              | 4      | 18.961    |
| 1er décembre 2009 | J16     |    | CS Sedan-Ardennes   | Ext. | 0 - 3 | -                                                | 7      | 17.764    |
| 7 décembre 2009   | J17     |    | AC Arles-Avignon    | Dom. | 1 - 0 | Darcheville 87e                                  | 5      | 11.025    |
| 18 décembre 2009  | J18     |    | AC Ajaccio          | Ext. | 1 - 2 | Ba 10e                                           | 7      | 2.053     |
| 22 décembre 2009  | J19     |    | Angers SCO          | Dom. | 1 - 2 | Tall 8e                                          | 8      | 22.874    |
| 15 janvier 2010   | J20     |    | Clermont Foot 63    | Ext. | 0 - 2 | -                                                | 10     | 4.376     |
| 19 janvier 2010   | J21     |    | Vannes OC           | Dom. | 0 - 0 | -                                                | 10     | 17.825    |
| 29 janvier 2010   | J22     |    | FC Istres OP        | Ext. | 0 - 1 | -                                                | 10     | 3.058     |
| 5 février 2010    | J23     |    | Stade brestois 29   | Dom. | 1 - 4 | Darcheville 38e                                  | 13     | 20.698    |
| 15 février 2010   | J24     |    | RC Strasbourg       | Ext. | 0 - 1 | -                                                | 16     | 11.171    |
| 19 février 2010   | J25     |    | SC Bastia           | Dom. | 3 - 1 | Darcheville 3e, De Freitas 7e, Darbion 58e       | 14     | 11.703    |
| 26 février 2010   | J26     |    | Nîmes Olympique     | Ext. | 1 - 2 | Puydebois 11e (csc)                              | 15     | 9.116     |
| 5 mars 2010       | J27     |    | Tours FC            | Dom. | 2 - 1 | Genevois 16e (csc), Darbion 67e                  | 13     | 11.665    |
| 15 mars 2010      | J28     |    | FC Metz             | Ext. | 0 - 0 | -                                                | 12     | 11.763    |
| 19 mars 2010      | J29     |    | Dijon FCO           | Dom. | 0 - 1 | -                                                | 15     | 11.734    |
| 26 mars 2010      | J30     |    | Stade lavallois MFC | Ext. | 1 - 0 | Bekamenga 35e                                    | 14     | 10.448    |
| 2 avril 2010      | J31     |    | Le Havre AC         | Dom. | 4 - 1 | Sambou 2e, Bekamenga 23e (pen.) 56e, N'Diaye 48e | 12     | 11.005    |
| 12 avril 2010     | J32     |    | EA Guingamp         | Ext. | 0 - 2 | -                                                | 13     | 10.820    |
| 16 avril 2010     | J33     |    | LB Châteauroux      | Ext. | 2 - 2 | Jarjat 71e, Djordjevic 85e                       | 14     | 7.709     |
| 23 avril 2010     | J34     |    | CS Sedan-Ardennes   | Dom. | 1 - 3 | Abdoun 9e                                        | 14     | 13.844    |
| 30 avril 2010     | J35     |    | AC Arles-Avignon    | Ext. | 0 - 1 | -                                                | 14     | 6.351     |
| 4 mai 2010        | J36     |    | AC Ajaccio          | Dom. | 1 - 0 | Djordjevic 84e                                   | 14     | 13.614    |
| 7 mai 2010        | J37     |    | Angers SCO          | Ext. | 0 - 2 | -                                                | 14     | 12.422    |
| 14 mai 2010       | J38     |    | SM Caen             | Dom. | 1 - 3 | Pierre 44e                                       | 15     | 13.771    |

### Coupe de France
| Date             | Tour    | TV | Adversaire    | Niveau    | Lieu | Score | Buteurs du FCN | Affluence |
| ---------------- | ------- | -- | ------------- | --------- | ---- | ----- | -------------- | --------- |
| 22 novembre 2009 | 7e tour | ?  | US Concarneau | CFA2 (D5) | Ext. | 0 - 3 | -              | 4.000     |

### Coupe de la Ligue
| Date                 | Tour     | TV | Adversaire   | Niveau        | Lieu | Score | Buteurs du FCN | Affluence |
| -------------------- | -------- | -- | ------------ | ------------- | ---- | ----- | -------------- | --------- |
| Samedi 1er août 2009 | 1er tour | ?  | ES Troyes AC | National (D3) | Ext. | 0 - 4 | -              | 3.763     |

## Statistiques

### Statistiques collectives
| Compétition       | Débute au tour  | Termine    | Matches joués | Gagnés | Nuls | Perdus | Buts pour | Buts contre | Différence |
| ----------------- | --------------- | ---------- | ------------- | ------ | ---- | ------ | --------- | ----------- | ---------- |
| Ligue 2           | -               | 15e        | 38            | 12     | 9    | 17     | 43        | 54          | -11        |
| Coupe de France   | 1/32e de finale | 1/2 finale | 1             | 0      | 0    | 1      | 0         | 3           | -3         |
| Coupe de la Ligue | 1er tour        | 1er tour   | 1             | 0      | 0    | 1      | 0         | 4           | -4         |
| Total             | -               | -          | 40            | 12     | 9    | 19     | 43        | 61          | -18        |

### Buteurs
| N° | Pos. | Nat. | Nom                     | Ligue 2 | Coupe de France | Coupe de la Ligue | Total |
| -- | ---- | ---- | ----------------------- | ------- | --------------- | ----------------- | ----- |
|    |      |      | Tenema N'Diaye          | 6       | -               | -                 | 6     |
|    |      |      | Stéphane Darbion        | 6       | -               | -                 | 6     |
|    |      |      | Jean-Claude Darcheville | 6       | -               | -                 | 6     |
|    |      |      | Ivan Klasnić            | 4       | -               | -                 | 4     |
|    |      |      | Christian Bekamenga     | 3       | -               | -                 | 3     |
|    |      |      | Djamel Abdoun           | 2       | -               | -                 | 2     |
|    |      |      | Massamba Sambou         | 2       | -               | -                 | 2     |
|    |      |      | Filip Djordjevic        | 2       | -               | -                 | 2     |
|    |      |      | Moncef Zerka            | 2       | -               | -                 | 2     |
|    |      |      | Papa Malick Ba          | 1       | -               | -                 | 1     |
|    |      |      | David De Freitas        | 1       | -               | -                 | 1     |
|    |      |      | Florian Jarjat          | 1       | -               | -                 | 1     |
|    |      |      | Rémi Maréval            | 1       | -               | -                 | 1     |
|    |      |      | Jean-Jacques Pierre     | 1       | -               | -                 | 1     |
|    |      |      | Harlington Shereni      | 1       | -               | -                 | 1     |
|    |      |      | Ibrahim Tall            | 1       | -               | -                 | 1     |
|    |      |      | William Vainqueur       | 1       | -               | -                 | 1     |
|    |      |      | But contre son camp     | 2       | -               | -                 | 2     |
|    |      |      | Total                   | 43      | 0               | 0                 | 43    |

### Passeurs
| N° | Pos. | Nat. | Nom                     | Ligue 2 | Coupe de France | Coupe de la Ligue | Total |
| -- | ---- | ---- | ----------------------- | ------- | --------------- | ----------------- | ----- |
|    |      |      | Djamel Abdoun           | 7       | -               | -                 | 7     |
|    |      |      | Stéphane Darbion        | 6       |                 |                   | 6     |
|    |      |      | Moncef Zerka            | 3       | -               | -                 | 3     |
|    |      |      | Jean-Claude Darcheville | 2       | -               | -                 | 2     |
|    |      |      | Kévin Lejeune           | 2       |                 |                   | 2     |
|    |      |      | Christian Bekamenga     | 1       |                 |                   | 1     |
|    |      |      | David De Freitas        | 1       |                 |                   | 1     |
|    |      |      | Filip Djordjevic        | 1       |                 |                   | 1     |
|    |      |      | Claudiu Keserü          | 1       |                 |                   | 1     |
|    |      |      | Tenema N'Diaye          | 1       |                 |                   | 1     |
|    |      |      | Jean-Jacques Pierre     | 1       |                 |                   | 1     |
|    |      |      | William Vainqueur       | 1       |                 |                   | 1     |
|    |      |      | Total                   | 27      | 0               | 0                 | 27    |

### Cartons jaunes
| N° | Pos. | Nat. | Nom   | Ligue 2 | Coupe de France | Coupe de la Ligue | Total |
| -- | ---- | ---- | ----- | ------- | --------------- | ----------------- | ----- |
|    |      |      |       |         |                 |                   |       |
|    |      |      |       |         |                 |                   |       |
|    |      |      |       |         |                 |                   |       |
|    |      |      |       |         |                 |                   |       |
|    |      |      | Total |         |                 |                   |       |

### Cartons rouge
| N° | Pos. | Nat. | Nom                     | Ligue 2 | Coupe de France | Coupe de la Ligue | Total |
| -- | ---- | ---- | ----------------------- | ------- | --------------- | ----------------- | ----- |
|    |      |      | Rémi Maréval            |         |                 |                   | 2     |
|    |      |      | Ibrahima Sory Camara    |         |                 |                   | 1     |
|    |      |      | Jean-Claude Darcheville |         |                 |                   | 1     |
|    |      |      | Ľuboš Kamenár           |         |                 |                   | 1     |
|    |      |      | Tenema N'Diaye          |         |                 |                   | 1     |
|    |      |      | William Vainqueur       |         |                 |                   | 1     |
|    |      |      | Total                   |         |                 |                   | 7     |

## Affluences
Affluence du FC Nantes à domicile

## Sponsors / Partenaires
- Kappa
- Synergie
- Profil+
- Corem
- Distinxion
- Société générale
- E.Leclerc
- Nantes
- Conseil général de la Loire-Atlantique
- Région Pays de la Loire